# Вороно-Пашня
Во́роно-Па́шня (Воронино-Пашня) — деревня в Асиновском районе Томской области России. Входит в состав Новиковского сельского поселения.

## География
Деревня расположена на железнодорожной ветви, соединяющей Томск и Белый Яр. Центр поселения — Новиковка — находится в 2,5 км на северо-восток вдоль железной дороги.
Через деревню протекает река Итатка.

## История
Населённый пункт основан в 1800 году.
В 1926 году село Вороно-Пашино состояло из 176 хозяйств, основное население — русские. В административном отношении являлось центром Вороно-Пашинского сельсовета Ново-Кусковского района Томского округа Сибирского края.

## Население
| 1926 | 1939  | 1959 | 1970 | 1979 | 1989 | 2002 |
| ---- | ----- | ---- | ---- | ---- | ---- | ---- |
| 1031 | ↗1109 | ↘651 | ↘364 | ↘166 | ↗180 | ↘156 |
| 2010 | 2012  | 2013 | 2014 | 2015 | 2019 | 2021 |
| ↘120 | ↗121  | ↗123 | ↘120 | ↘115 | ↘102 | ↗109 |

## Известные уроженцы, жители
- Попов, Василий Петрович (1904—1974) — советский военный деятель, генерал-майор авиации.

## Социальная сфера и экономика
В деревне работают крестьянско-фермерское хозяйство, фельдшерско-акушерский пункт, центр досуга и магазин. Ближайшая школа находится в административном центре поселения.